# The Thieves
The Thieves – brytyjska grupa rockowa założona w 1999 roku.

## Skład
- Hal Stokes – gitara, wokal
- Jamie Dawson – Drums & B.
- Samuel S J Stokes – gitara basowa, wokal B[1].

## Historia
Grupa The Thieves została założona w 1999 roku w Oksford w Anglii.
W 2001 zespół ukończył swój pierwszy album demo, How’s the Empire?. Był emitowany w BBC Radio One i lokalnych stacjach radiowych. Album dobrze się sprzedawał i otrzymywał dobre opinie w prasie. Na początku 2002 roku grupa nawiązała współpracę ze Strokes producer Gordon Raphael by nagrać swój pierwszy studyjny album.
Chris Brown i zespół nagrali studyjny album One Eyed Poker W Monnow Valley Studios w Walii, który został zmiksowany i zremasterowany w Jacob’s and Abbey Road Studios w Anglii. Po zakończeniu prac nad albumem, zespół przeniósł się do Los Angeles w Stanach Zjednoczonych dla lepszej współpracy z Lenny Kravitzem i menedżerem Stephen Smithem. Album nigdy nie został licencjonowany. W 2003 roku zespół przeniósł się do Shadow Hills w Los Angeles gdzie zbudowali studio i skoncentrowali się na pisaniu i nagrywaniu, rzadko koncertowali, aby przetestować nowy materiał. We wrześniu 2005 The Thieves dołączyło do Royaltone Studios w Kalifornii. Nagrali minialbum The Whiteline EP dla rockowej wytwórni Century Media w Liquor and Poker Music. W styczniu 2005 Linda Perry kupiła Royaltone Studios, The Thieves ponownie przybyli do studia by zakończyć prace nad albumem The Thieves.
4 października 2005 roku Century Media wydało album Tales from the White Line. The Thieves nadal koncertowała, występowała z takimi zespołami jak Nebula, Diamond Nights i The Vacation. W 2005 roku grupa przejechała ponad 60 tys. mil koncertując 160 razy w Ameryce. Pod koniec grudnia 2005 roku wrócili do Anglii, by przygotowywać nowy materiał na następny rok. W marcu 2006 roku ponownie wrócili do Los Angeles, wyruszyli w drogę razem z American Minor (Jive), kontynuowali trasę przez cały rok zarówno samodzielnie jak i z Driveblind (Geffen).

## Dyskografia

### Albumy studyjne
| Rok  | Dane dot. albumu |
| ---- | --- |
| 2002 | One Eyed Poker - Wytwórnia: Stokesy and Co. Ltd. - Format: CD, digital download                                            |
| 2005 | Tales from the White Line - Wydany: 4 października 2005 - Wytwórnia: Liquor and Poker Music - Format: CD, digital download |

### EP
| Rok  | Dane dot. albumu |
| ---- | --- |
| 2004 | The White Line EP - Wytwórnia: Liquor and Poker Music - Format: CD                                                        |
| 2007 | Where the Bright Lights Bloom - Wydany: 12 września 2007 - Wytwórnia: Stokesy and Co. Ltd. - Format: CD, digital download |

### Albumy demo
| Rok  | Tytuł          |
| ---- | -------------- |
| 2001 | One Eyed Poker |

### Single
| Tytuł                       |
| --------------------------- |
| „Up for Two Days”           |
| „Write It Down in a Letter” |
| „Tales from the White Line” |
| „Vacant Thoughst”           |
| „Tell Me Smoething”         |
| „Waiting on a Change”       |